# 생방송 사람을 찾습니다
생방송 사람을 찾습니다는 매주 금요일 오전 11시부터 11시 55분에 KBS 1TV로 방송한 실종 찾기 전문 텔레비전 프로그램이었다.

## 기획 의도
전국의 실종된 국내 및 국제 입양한 사람의 가족을 찾아주었던 텔레비전 프로그램이었다.

## 방송 시간
| 방송 채널 | 방송 기간                          | 방송 시간                             |
| --------- | ---------------------------------- | ------------------------------------- |
| KBS 1TV   | 2012년 5월 18일 ~ 2013년 10월 18일 | 매주 금요일 오전 11:00 ~ 11:55 (55분) |

## 역대 진행자
| 기수 | 진행자 | 진행자 | 진행 기간                           |
| 기수 | 남성   | 여성   | 진행 기간                           |
| ---- | ------ | ------ | ----------------------------------- |
| 1기  | 원석현 | 위서현 | 2012년 5월 18일 ~ 2012년 12월 21일  |
| 2기  | 김홍성 | 위서현 | 2012년 12월 28일 ~ 2013년 10월 18일 |

## 타이틀 변천사
- 1기 : 그 사람이 보고싶다
- 2기 : 생방송 사람을 찾습니다

## 같이 보기
- TV는 사랑을 싣고
- 꼭 한번 만나고 싶다